# Onbashira

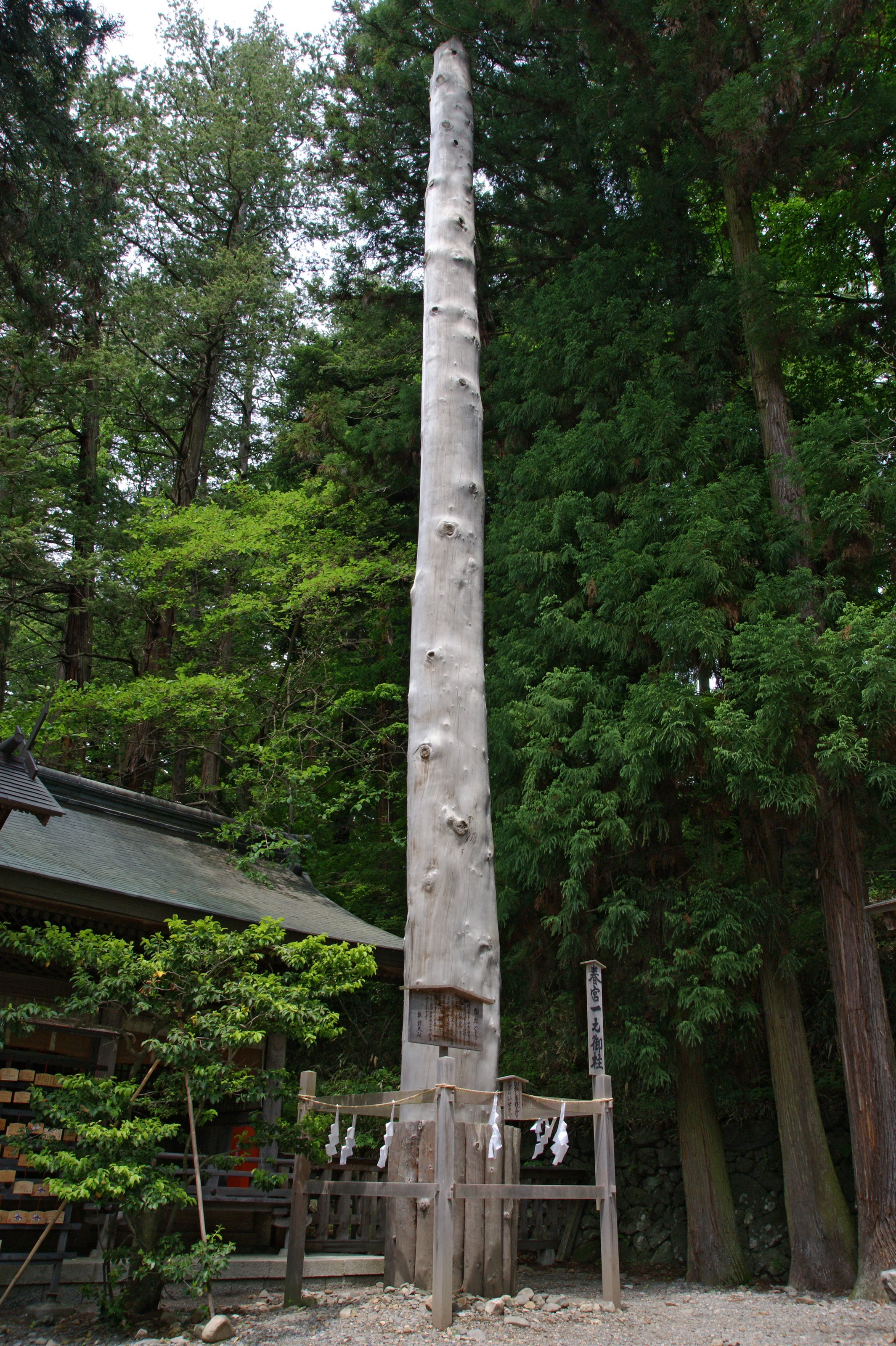
Un onbashira dressé à Suwa-taisha.

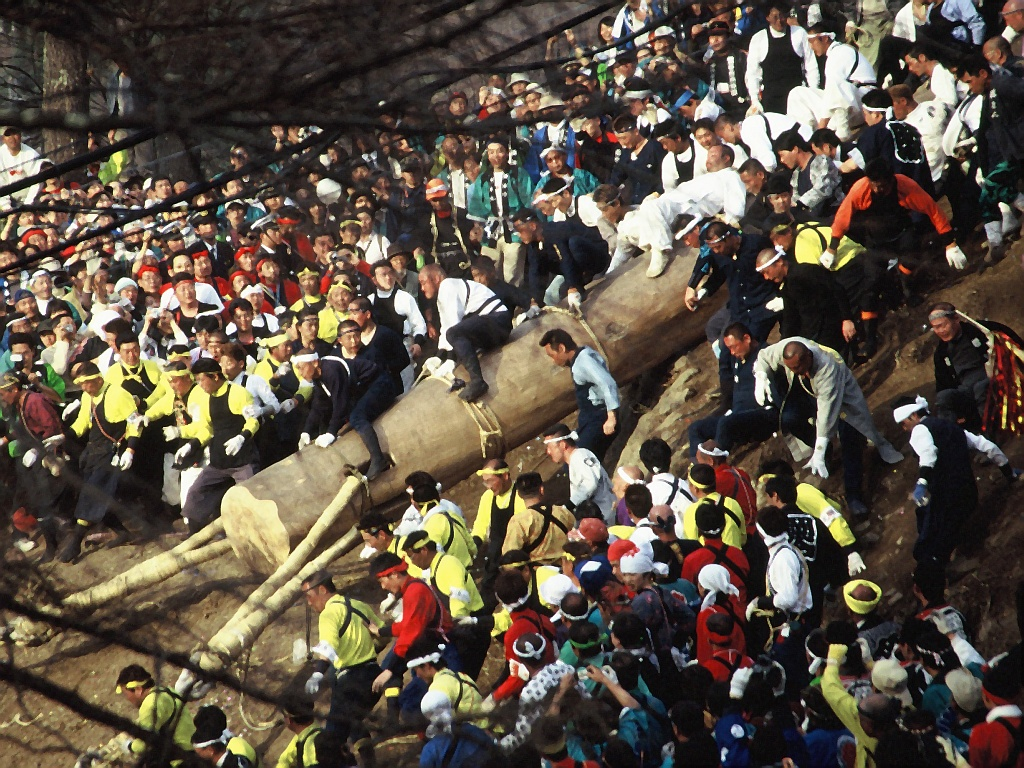
Chute de l'arbre.

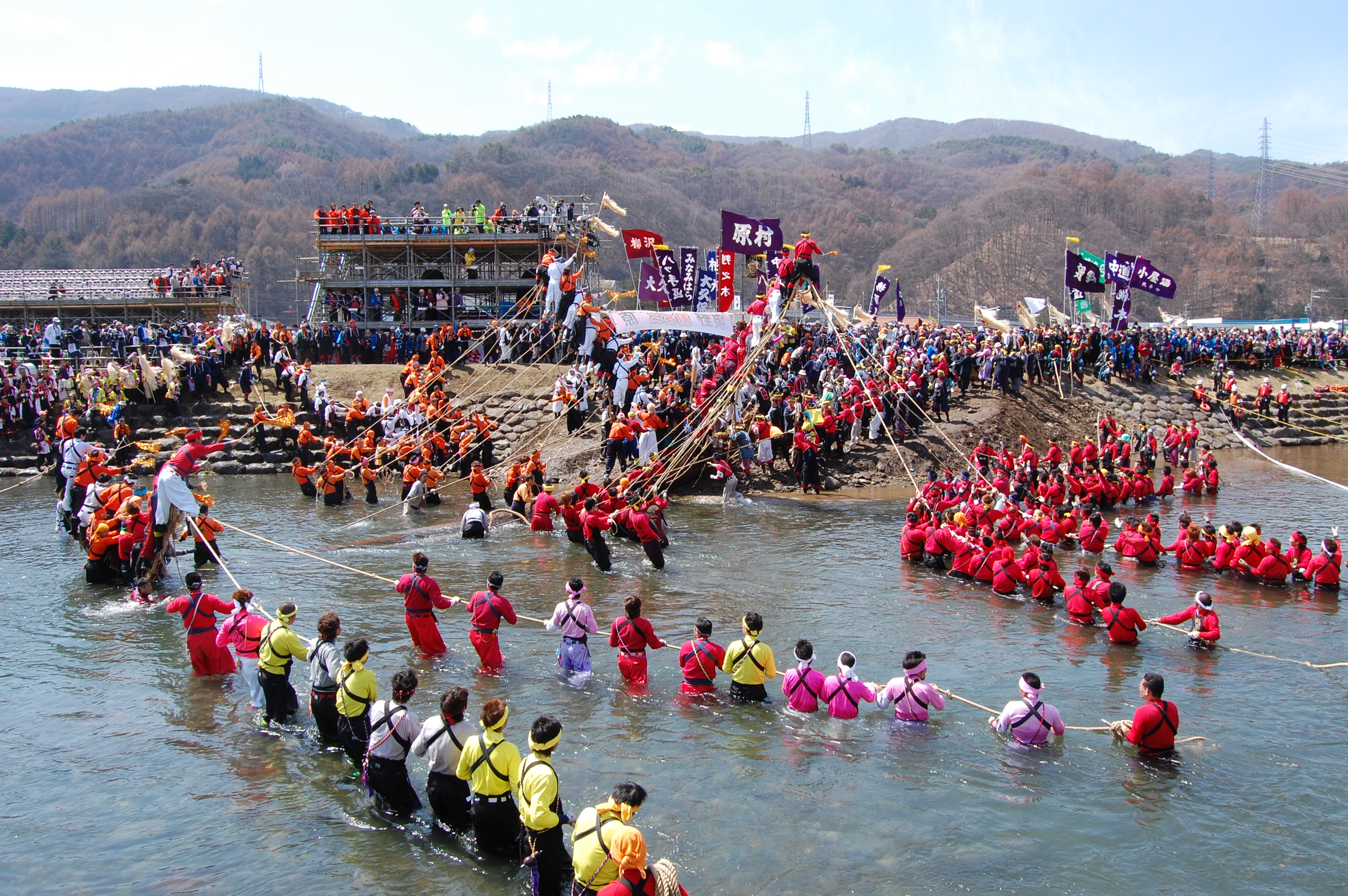

Onbashira (御柱, 御 : « honorable », 柱 : « pilier », soit « les piliers honorables/célestes ») est un festival qui se tient tous les six ans dans la zone du lac Suwa de Nagano, au Japon.

## Histoire
Onbashira est un festival réputé pour s'être déroulé de manière ininterrompue pendant 1 200 ans. Il se tient tous les six ans, les années du Singe et du Tigre selon le calendrier de l'astrologie chinoise, cependant les habitants peuvent parler de sept ans au lieu de six, selon la coutume japonaise d'inclure l'année en cours dans le décompte.

## Description
Onbashira a pour but symbolique de procéder à la renaissance du Suwa-taisha. Il dure plusieurs mois et consiste en deux segments, Yamadashi (山出し) et Satobiki (里曳き). Yamadashi a traditionnellement lieu en avril, et Satobiki en mai.
Yamadashi signifie littéralement « sortir des montagnes ». Avant cette partie du festival, seize sapins japonais momi de près de dix tonnes sont coupés lors d'une cérémonie shinto à l'aide de haches et d'herminettes spécialement conçues pour cet usage. Les troncs sont décorés en rouge et blanc, les couleurs traditionnelles des cérémonies shinto, et attachées par des cordes.
Lors du Yamadashi, plusieurs équipes traînent les troncs le long de la montagne jusqu'aux quatre temples de Suwa-taisha, soit sur douze à vingt kilomètres. Le trajet de ces troncs se déroule sur un terrain accidenté, aussi les jeunes hommes démontrent leur bravoure et leur courage en montant et chevauchant les troncs lors de la descente, dans une cérémonie appelée Kiotoshi (木落, 木 : « arbre », 落 : « chute »).
Satobiki consiste au placement symbolique des nouveaux troncs pour assurer le soutien des fondations des temples. Ces troncs sont élevés à la main par des porteurs qui chantent au sommet des troncs une fois ceux-ci en place afin de célébrer leur succès. On a pu voir cette cérémonie lors de l'ouverture des Jeux olympiques de Nagano en 1998.